# 李绲
李绲（？—828年11月5日），唐朝皇子，是唐顺宗李诵的第十八子，生母王昭仪。

## 生平
生年没有记载。贞元二十一年（805年），李绲被父亲唐顺宗封为岳王。太和二年（828年）九月廿四丁未，李绲去世。

## 家庭
- 長女：新政縣主（812年－842年），嫁昭陵臺令張弘規。[3]